# Halowe Mistrzostwa Świata w Lekkoatletyce 2012 – skok w dal kobiet
Skok w dal kobiet – jedna z konkurencji rozegranych podczas 14. Halowych Mistrzostw Świata w Ataköy Atletizm Salonu w Stambule.
Eliminacje zaplanowano na sobotę 10 marca, a finał na niedzielę 11 marca. Złotego medalu wywalczonego w 2010 roku broniła Amerykanka Brittney Reese.
Przed rozpoczęciem zawodów halową rekordzistką świata w skoku w dal była Niemka Heike Drechsler, która 13 lutego 1988 w Wiedniu uzyskała wynik 7,37. Najlepszą zawodniczką w sezonie halowym 2012 w tej konkurencji była Olga Kuczerienko z Rosji (6,91). Rekord halowych mistrzostw świata wynikiem 7,10 ustanowiła podczas mistrzostw w 1987 roku w Indianapolis Niemka Heike Drechsler.

## Terminarz
| Data     | Godzina | Runda      |
| -------- | ------- | ---------- |
| 10 marca | 11:45   | Eliminacje |
| 11 marca | 14:05   | Finał      |

## Rezultaty

### Eliminacje
| Poz. | Zawodniczka         | Reprezentacja     | #1   | #2   | #3   | Rezultat | Uwagi |
| ---- | ------------------- | ----------------- | ---- | ---- | ---- | -------- | ----- |
| 1    | Janay DeLoach       | Stany Zjednoczone | 6.52 | 6.55 | 6.90 | 6.90     | Q, SB |
| 2    | Shara Proctor       | Wielka Brytania   | 6.52 | 6.86 |      | 6.86     | Q, NR |
| 3    | Brittney Reese      | Stany Zjednoczone | 6.72 | x    | 6.66 | 6.72     | q     |
| 4    | Bianca Stuart       | Bahamy            | 6.59 | x    | 6.70 | 6.70     | q     |
| 5    | Darja Kliszyna      | Rosja             | 6.56 | 6.65 | x    | 6.65     | q     |
| 6    | Viorica Ţigău       | Rumunia           | x    | 6.62 | 6.64 | 6.64     | q, SB |
| 7    | Wieranika Szutkowa  | Białoruś          | x    | 6.63 | 6.44 | 6.63     | q     |
| 8    | Nastassia Mironczyk | Białoruś          | x    | 6.60 | 6.62 | 6.62     | q     |
| 9    | Karin Melis Mey     | Turcja            | x    | 6.62 | x    | 6.62     |       |
| 10   | Jelena Sokołowa     | Rosja             | x    | 6.58 | x    | 6.58     |       |
| 11   | Keila Costa         | Brazylia          | 6.16 | 6.42 | 6.45 | 6.45     | SB    |
| 12   | Irène Pusterla      | Szwajcaria        | 5.58 | 4.23 | 6.45 | 6.45     |       |
| 13   | Nadja Käther        | Niemcy            | 6.40 | x    | x    | 6.40     |       |
| 14   | Yuliya Tarasova     | Uzbekistan        | 6.37 | 6.24 | 6.34 | 6.37     | SB    |
| 15   | Concepción Montaner | Hiszpania         | x    | 6.37 | x    | 6.37     |       |
| 16   | Inna Achkozowa      | Ukraina           | 6.32 | 6.15 | 6.18 | 6.32     |       |
| 17   | Cornelia Deiac      | Rumunia           | x    | 6.16 | x    | 6.16     |       |
| 18   | Aiga Grabuste       | Łotwa             | x    | x    | 6.08 | 6.08     |       |
| 19   | Marestella Torres   | Filipiny          | 5.98 | 5.94 | x    | 5.98     | SB    |
|      | Lauma Grīva         | Łotwa             | x    | x    | x    | NM       |       |

### Finał
| Poz. | Zawodniczka         | Reprezentacja     | #1   | #2   | #3   | #4   | #5   | #6   | Rezultat | Uwagi      |
| ---- | ------------------- | ----------------- | ---- | ---- | ---- | ---- | ---- | ---- | -------- | ---------- |
|      | Brittney Reese      | Stany Zjednoczone | x    | x    | 6.82 | 6.92 | 6.73 | 7.23 | 7.23     | CR, AR, WL |
|      | Janay DeLoach       | Stany Zjednoczone | x    | 6.74 | 6.78 | 6.67 | 6.73 | 6.98 | 6.98     | SB         |
|      | Shara Proctor       | Wielka Brytania   | x    | x    | 6.86 | 6.55 | 6.74 | 6.89 | 6.89     | NR         |
| 4    | Darja Kliszyna      | Rosja             | 6.70 | 6.85 | 6.44 | 6.53 | 6.71 | 6.78 | 6.85     |            |
| 5    | Nastassia Mironczyk | Białoruś          | x    | x    | 6.48 | 6.64 | x    | 4.65 | 6.64     |            |
| 6    | Wieranika Szutkowa  | Białoruś          | 6.58 | x    | x    | 6.63 | x    | 6.55 | 6.63     |            |
| 7    | Viorica Tigau       | Rumunia           | 6.34 | x    | x    | 6.09 | x    | x    | 6.34     |            |
| 8    | Bianca Stuart       | Bahamy            | 4.71 | x    | x    | x    | x    | —    | 4.71     |            |